# 우발도 히메네즈
우발도 히메네즈(Ubaldo Jimenez, 1984년 1월 22일 ~ )는 전 도미니카 공화국의 야구 선수이다. 콜로라도 로키스 소속으로 뛰던 지난 2010년 4월 17일 생애 첫 노히트 노런을 달성했다.